# Plectembolus quadriflectus
Espèce
Plectembolus quadriflectus est une espèce d'araignées aranéomorphes de la famille des Linyphiidae.

## Distribution
Cette espèce se rencontre en Indonésie à Sumatra et en Malaisie.

## Description
Le mâle holotype mesure 2,1 mm et les femelles de 1,90 à 2,55 mm.

## Systématique et taxinomie
Cette espèce a été décrite par Millidge et Russell-Smith en 1992.

## Publication originale
- Millidge & Russell-Smith, 1992 : « Linyphiidae from rain forests of Southeast Asia. » Journal of Natural History, vol. 26, no 6, p. 1367-1404.